# 10 juillet 1961
Le lundi 10 juillet 1961 est le 191e jour de l'année 1961.

## Naissances
- Amin Bhatia, compositeur, claviériste, producteur de cinéma
- Jacky Cheung, acteur et chanteur hongkongais
- Jean Dell, acteur et auteur dramatique français
- Killion Munyama, homme politique polonais
- Olivier Bonfait, historien de l'art français

## Décès
- Alfred Mignault (né le 8 décembre 1895), organiste et compositeur canadien
- Dagny Servaes (née le 10 mars 1894), actrice de théâtre et de cinéma germano-autrichienne
- Kathleen Shackleton (née le 5 février 1884), peintre et portraitiste

## Événements
- Création du Limón Fútbol Club au Costa Rica